# Vassilikí (Tríkala)
Vassilikí (grec moderne : Βασιλική) est une localité située dans le dème des Météores, dans le district régional de Tríkala, dans la périphérie de Thessalie, en Grèce.
Selon le recensement de 2021, elle compte 1 185 habitants.